# Berglieder
Berglieder, op. 18, är en vals av Johann Strauss den yngre.

## Historia
Tyrolerkrögaren Franz Lechner hade bjudit in sina landsmän till en "utomordentlig Tyroler-Glädjefest" den 18 augusti 1845 på nöjesetablissemanget Tivoli i stadsdelen Obermeidling (dagens Meidling). Tivoli, som låg i närheten av slottet Schönbrunn, hade sett sina bästa dagar: tiden var sedan länge förbi då en påhittig entreprenör arrangerade utfärder med nobla droskor nedför kullens sluttning och därmed lockade dit folk i massor i den för övrigt rätt ensliga trakten. (Fadern Johann Strauss den äldre komponerade den gången "Tivoli-Rutsch-Walzer", op. 39.) Nu ämnade Lechner anordna en Glädjefest för alla tyrolare i Wien och deras vänner: minnet av nationalhjälten Andreas Hofer från frihetskriget 1809 skulle ihågkommas och en storartad festkuliss byggdes upp. Den absolut nödvändiga musiken till en sådan fest skulle bestå av, förutom ett militärkapell, Johann Strauss och hans orkester. Lechners förhoppningar om en massinvasion av besökare besannades med råge: den 21 augusti kunde tidningen "Theaterzeitung" rapportera att mer än 3 000 besökare hade kommit till festen, som började på dagen och höll på långt in på följande natt. Det var den dittills största konserten som Strauss och hans orkester hade medverkat vid och han hade noga förberett sig för detta uppdrag.
Vid samma tillfälle framfördes även marschen Patrioten-Marsch op. 8.

## Om valsen
Den specialkomponerade valsen Berglieder väckte redan från första hornstöten minnen från alpregionen Tyrolen, och hornmelodin i styckets första valstema förstärkte intrycket ytterligare. Strauss hade redan namngett denna valstyp: Vals i ländlerstil. I verkets struktur visade den unge Strauss redan sitt framtida mästerskap: i rasande tempo virvlar motiven fram i trefjärdedelstakt. Valsen fick tas om fem gånger.
Något översvallande, som vanligt i Biedermeiertidens Wien, skrev "Theaterzeitung" angående "Berglieder": "Högst karaktäristiskt påminner de om Höglandet med sitt jublande väsen, och när man räknar samman friskheten och tankens originalitet, det lustbetonade, den högst träffande instrumenteringen och det exakta och precisa framförandet från orkestern, så blir resultatet en vals som sällar sig till de oförglömliga musikaliska valsminnena och som kan räknas till hans mest minnesvärda".
Verket var en stor framgång på sin tid men spelas idag mycket sällan. Speltiden är ca 9 minuter och 15 sekunder plus minus några sekunder beroende på dirigentens musikaliska tolkning.

## Weblänkar
- Dynastin Strauss 1845 med kommentarer om Slaget vid Bergisel och Andreas Hofer
- Om Berglieder i Naxos-utgåvan.